# Promenade Pereire
La  promenade Pereire,  au centre du boulevard du même nom, est un square du 17e arrondissement de Paris.

## Situation et accès
Le site est desservi par la ligne   à la station Pereire.

## Origine du nom

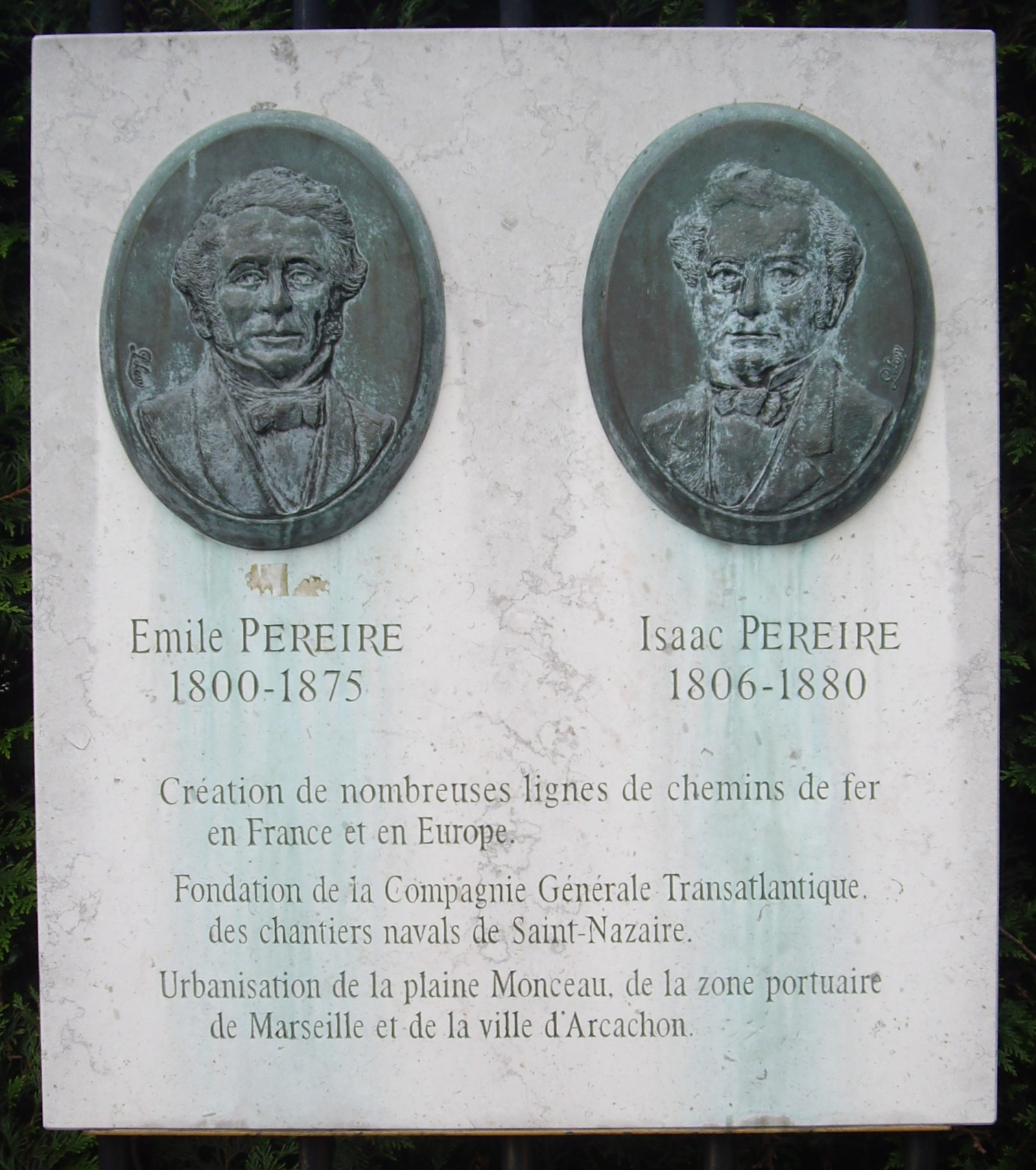
Plaque commémorative sur la place du Maréchal-Juin, à l'entrée de la promenade.

La promenade rend hommage aux frères Émile (1800-1875) et Isaac Pereire (1806-1880), fondateurs de la ligne d'Auteuil et du boulevard entourant la voie ferrée et acteurs principaux avec Haussmann de l’urbanisation du quartier de la plaine Monceau.

## Historique
La promenade qui dissimule la ligne souterraine du RER C fut aménagée en 1989 sur la couverture réalisée en 1986-1987 de la tranchée de l'ancienne ligne d'Auteuil. Cette ligne ouverte en 1854, fermée en 1985, et remplacée sur ce tronçon par la branche nord-est du RER C entrée en service en 1988, comportait depuis 1900 quatre voies au milieu du boulevard.
Depuis la place du Maréchal-Juin, elle comporte trois sections dénommées du nom de trois femmes résistantes en 2019 :
- La promenade Gilberte-Brossolette
- La promenade Rosemonde-Pujol
- La promenade Thérèse-Pierre.

## Description
La promenade est une allée entourée de massifs de rosiers, de magnolias étoilés, bruyères, rhododendrons, Pieris, azalées, camélias, pivoines, hémérocalles et des pergolas avec clématites, houblon, glycine, chèvrefeuille et deux cents poiriers à feuilles de saule. Elle comprend également sept espaces clos ou ouverts avec espaces de jeux dotés de tables de ping-pong, de balançoires, de structures à grimper, d'un toboggan, d'une gare avec petit train, etc.
Des sculptures en bronze réalisées par Boris Lejeune entre 1988 et 1990 représentent des paysages : Les Vignes, Les Champs, La Rivière, Les Arbres, La Mer.